# Ставрианакос, Сотирис
Соти́рис Ставриана́кос (греч. Σωτήρης Σταυριανάκος; 11 января 1941, Скутари, Лакония, Греция — 16 августа 1974, деревня Еролакос, Никосия, Кипр) — офицер греческой армии. Был убит, обороняя лагерь ЭЛДИК (греч. ΕΛΔΥΚ, Ελληνική Δύναμη Κύπρου, Греческие вооружённые силы на Кипре) во время турецкого вторжения на Кипр.

## Биография
Сотирис Ставрианакос родился 11 января 1941 года в Скутари в Восточной Мани (Пелопоннес, Греция).
30 сентября 1961 года зачислен в Военное училище эвэлпидов, которое окончил 27 июля 1965 года в звании младшего лейтенанта инженерных войск.
Был женат на Марии Стратакос (умерла в 2009 году), с которой имел двух дочерей, Хризанфи и Сотирию.

## Операция против турецкого вторжения 1974 года
В ЭЛДИК Сотирис Ставрианакос, в качестве командира инженерного взвода роты управления, в звании капитана служил с 6 августа 1972 по 16 августа 1974 года. ЭЛДИК располагался в деревне Еролакос. Незадолго до турецкого вторжения в июле 1974 года, подошёл момент перевода С. Ставрианакоса по службе, от которого он, однако, отказался.
22 июля Ставрианакос принял участие в отражении атаки турецких войск, напавших на Еролакос, несмотря на то, что соглашение о прекращении огня было в силе.
14 августа, во время второго этапа турецкого вторжения, Ставрианакос участвовал в обороне лагеря ЭЛДИК, который подвергся нападению вражеских сил: на второй день столкновений под командованием Ставрианакоса 33 солдата его взвода вступили в ожесточённую контратаку, упорно и самоотверженно защищая лагерь. Результатом этой обороны стало временное отступление противника, а 16 августа, в ходе третьего дня боёв в лагере ЭЛДИК, Сотирис Ставрианакос был убит с близкого расстояния выстрелом из танка, когда попытался уничтожить наводчика орудия.

## Диалог между капитаном Сотирисом Ставрианакосом и сержантом Дионисиосом Плессасом
16 августа 1974 года. Сражение в лагере ЭЛДИК находится в полном разгаре. Капитан Ставрианакос Сотирис вместе со своими солдатами в числе последних защитников лагеря.
Один из них, сержант Плессас Дионисисос (рота управления/артиллерист), видя непрекращающиеся атаки турецких войск и подавляющее превосходство турок, имеющих танки и многочисленную пехоту, обращается к своему капитану (следует диалог, рассказанный самим сержантом):
Скажите же мне, господин капитан, нас здесь мало, что мы делаем? Кого из себя изображаем? 300 спартанцев? Потому что, сколько мы не устоим, сколько не продержимся, в какой-то момент падём в бою.
На что Сотирис Ставрианакос ответил ему:
Послушай, что я тебе скажу, сержант. Мы греческие солдаты, здесь Греция и мы обязаны пасть все до последнего. Танки пройдут по нам.
Во время трёхдневного сражения, потери ЭЛДИК составили 83 погибших и пропавших без вести. Среди жертв был также капитан Василиос Стамбулис.

## Посмертные почести
В январе 1975 года, президентским указом Сотирису Ставрианакосу посмертно было присвоено звание майора, а его имя стал носить один из лагерей ЭЛДИК, расположенный в деревне Малунда в Никосии. В лагере, недалеко от здания командования, установлен бюст героически павшему капитану. Кроме того, каждый год в Скутари, родном городе Сотириса Ставрианакоса, проводится торжественный митинг, на котором почитают память героя. Там также установлен бюст в его честь.